# San-Francisco-Pass
Der San-Francisco-Pass (spanisch Paso de San Francisco) ist ein Pass über die Anden, der Argentinien und Chile verbindet. Der höchste Punkt liegt auf 4726 m.
Die über den Pass verlaufende Autostraße RN 60 (in Argentinien) bzw. CH-31 (in Chile) verbindet die Provinz Catamarca mit der Región de Atacama.

## Bilder

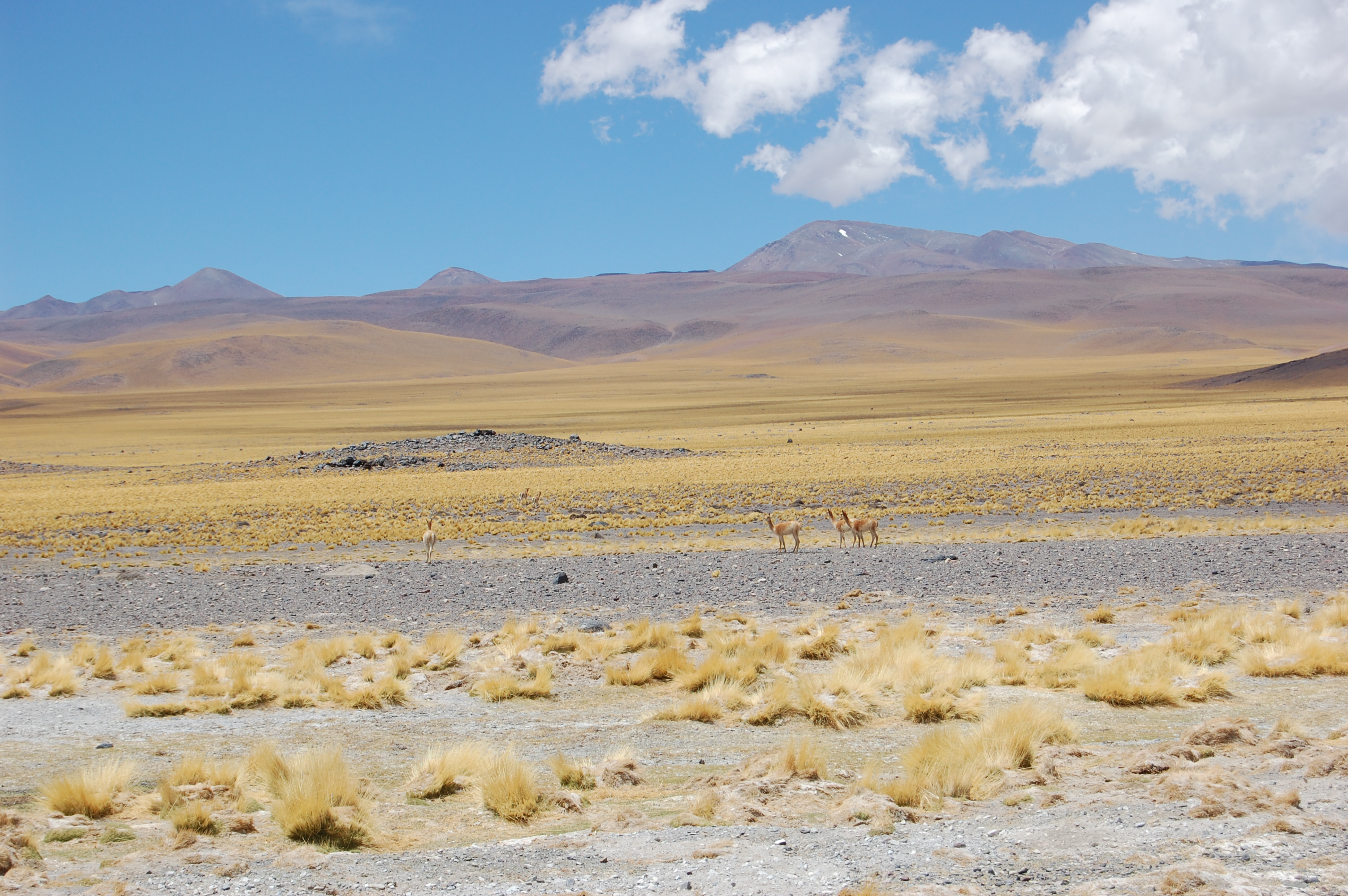
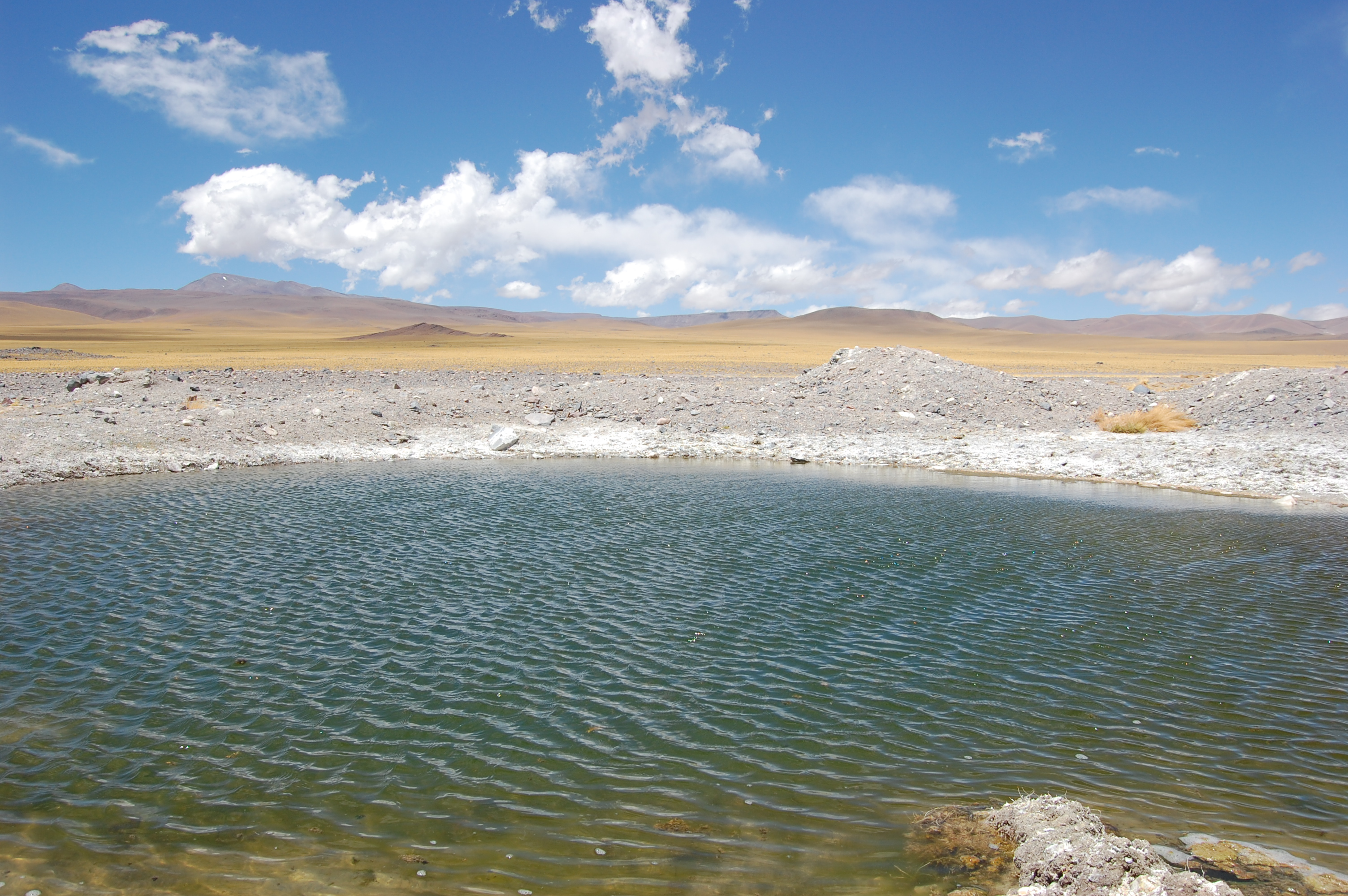
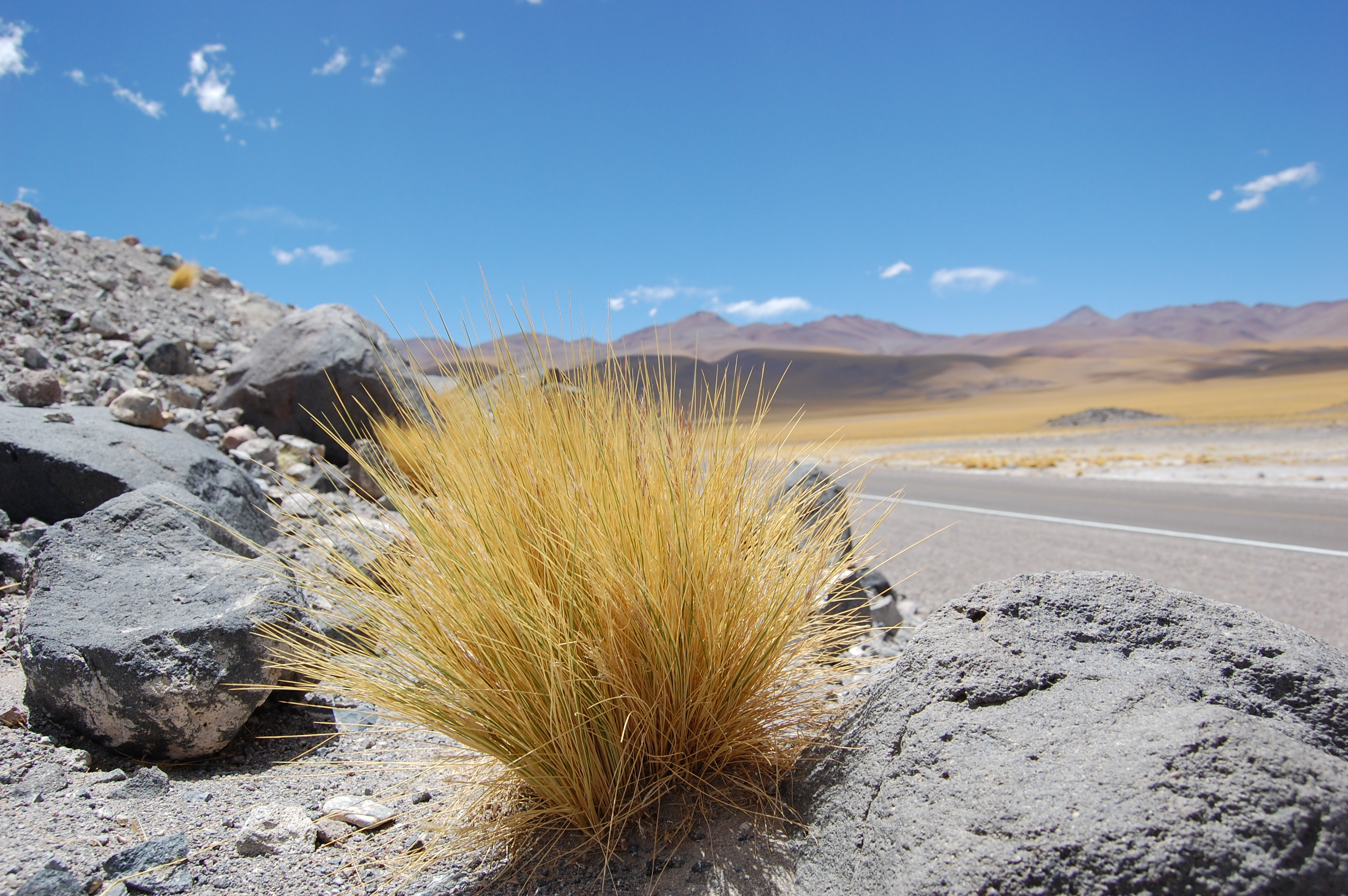